# Blinstrubiškiai
Blinstrubiškiai (hist., pol. Blinstrubiszki) – wieś na Litwie w rejonie rosieńskim okręgu kowieńskiego, 12 km na zachód od Rosieni.

## Historia
W XVII wieku, kiedy miejscowość ta nazywała się jeszcze Widukle-Poolsie (leżąca nad rzeką Ołsą), było to dziedzictwo kalwińskiej rodziny Blinstrubów. Od tego nazwiska utrwaliła się nowa nazwa wsi i majątku. Krzysztof Blinstrub wzniósł tu nad rzeką na przełomie XVII i XVIII wieku zbór kalwiński, który spłonął w 1750 roku. W pierwszej połowie XVIII wieku majątek we wianie przeszedł na własność rodziny Uwoyniów herbu Łabędź. Około 1780 roku Ewa Uwoyń wyszła za Kazimierza Burbę i kolejną właścicielką majątku została ich córka Kazimiera Burbianka (1811–1880), która wniosła go we wianie do rodziny Janczewskich wychodząc w 1844 roku za Cypriana Janczewskiego (1805–1853) herbu Dołęga. Blinstrubiszki odziedziczył ich syn Kazimierz Józef (1845–1935), żonaty z Heleną Oskierko (1854–1910), a po ich śmierci majątek przeszedł na ich syna Kazimierza Cypriana (1878–1959), żonatego również z Heleną Oskierko (1882–1996). Ich syn Tadeusz (1914–2000) był ostatnim właścicielem Blinstrubiszek przed II wojną światową.
Urodził się tu, mieszkał i pracował Edward Janczewski-Glinka (1846–1918), brat Kazimierza Józefa, który prowadził tu również swoje doświadczenia sadownicze.
Pod koniec XIX wieku majątek liczył 3282 dziesięcin ziemi.
Po III rozbiorze Polski w 1795 roku Blinstrubiszki, wcześniej wchodzące w skład Księstwa Żmudzkiego Rzeczypospolitej znalazły się na terenie powiatu rosieńskiego guberni kowieńskiej Imperium Rosyjskiego. W II połowie XIX wieku należały do gminy Rosienie. 10 października 1920 roku na podstawie umowy suwalskiej przyznano je Litwie, która w okresie 1940–1990, jako Litewska Socjalistyczna Republika Radziecka, wchodziła w skład ZSRR.
W latach 1945–1998 funkcjonowała tu szkoła podstawowa, obecnie działa tu dom opieki społecznej. We wsi jest kaplica. 

## Demografia wsi
1923 – 145
1959 – 232
1970 – 217
1979 – 539
1984 – 497
1989 – 373
2001 – 432
2011 – 385.

## Nieistniejący dwór
Tutejszy dwór został zbudowany w latach 1730–1740. Budowa rozpoczęta jeszcze przez Blinstrubów została ukończona przez Uwoyniów. Był to dziewięcioosiowy, parterowy, drewniany dom wzniesiony na planie prostokąta na podmurówce z kamienia i tynkowanej cegły. W centralnej części zarówno od frontu jak i ogrodu znajdowały się piętrowe ryzality. Do frontowego ryzalitu przylegał wejściowy ganek z kolumienkami i daszkiem. Dom był przykryty bardzo wysokim, gontowym, czterospadowym dachem, łamanym na sposób polski, czyli z obiema połaciami, dolną i górną, nachylonymi pod tym samym kątem. Dolne dłuższe połacie były przebite czterema półkolistymi oknami, piętra ryzalitów miały okna prostokątne, a krótsze połacie dachu miały po jednej mansardzie. W ostatnich dziesięcioleciach XIX wieku Kazimierz Józef dobudował cztery pokoje przy lewym skrzydle dworu, zaburzając symetrię domu.
Wśród cennego wyposażenia dworu należy wymienić portret Adama Mickiewicza pędzla Walentego Wańkowicza z własnoręczną dedykacją: Cyprianowi Janczewskiemu – Adam Mickiewicz. Adam Mickiewicz był nauczycielem Cypriana w Kownie. Na ścianach domu wisiały obrazy Januarego Suchodolskiego, Alfreda Kowalskiego, litografie Napoleona Ordy.
Po lewej stronie dworu stała oficyna, również dziewięcioosiowy, parterowy dom, z piętrem pośrodku, z czerwonej cegły, wybudowany w latach 1853–1860. Oficyna ta, stojąca na zboczu, od tyłu miała pełne dwa piętra. Naprzeciw oficyny stał lamus. Poza tym stały tu pochodzące z przełomu XVIII i XIX wieku stajnia i wozownia.
Dwór był otoczony przez rzędy drzew obsadzonych w kształcie prostokąta górującego na przepływającą Ołzą. W pobliżu frontowego gazonu rosły dwie topole piramidalne. W parku był też staw utworzony na Ołzie, a za oficyną była sadzawka.
Po wojnie z folwarku pozostała tylko oficyna i fundamenty dworu. W 1958 roku na dziedzińcu dawnego dworu znaleziono duży zbiór srebrnych monet z XVII i XVIII wieku, pochodzących z terenów Rzeczypospolitej oraz Belgii, Holandii i Hiszpanii.
Majątek Blinstrubiszki został opisany w 3. tomie Dziejów rezydencji na dawnych kresach Rzeczypospolitej Romana Aftanazego.